# Чань-буддизм
Чань-будди́зм, чань (кит. трад. 禪, упр. 禅, пиньинь chán) — школа китайского буддизма, сложившаяся в период V—VI веков в процессе соединения махаянского буддизма с традиционными учениями Китая. Учение распространилось за пределы Китая, и на основе чань появилась вьетнамская школа тхиен (VI век) и корейская школа сон (VI—VII века), а позднее японская школа дзэн (XII век).
Во времена династии Цин школа Чань пришла в упадок.
В XX веке широкую известность в мире (прежде всего — в США и Западной Европе) получила японская школа дзэн, после чего китайские, корейские и вьетнамские школы стали также называть соответственно «китайский дзэн», «корейский дзэн» и «вьетнамский дзэн».

## Общие сведения
Китайское слово «чань» происходит от санскритского термина дхьяна (санскр. ध्यान или IAST: dhyāna, jhāna (пали), по-китайски «чаньна»), что означает «отстранённость» или «избавление». На практике изначально это означало методы созерцания или медитации, которые указывал канон хинаяны (Малая Колесница) и махаянский канон (Большая Колесница). Последователи чань бродили по стране, занимались каллиграфией и боевыми искусствами, обрабатывали землю и преподавали литературу, сохраняя внутреннюю тишину в самой гуще жизни. Постепенно чань стал самым массовым внемонастырским направлением китайского буддизма. Впервые учение буддизма пришло в Китай из Индии ещё во II веке до н. э. Развившись и укоренившись в Китае, чань оказал сильное влияние на соседние страны — Корею, Японию и Вьетнам.
Основные принципы чань-буддизма, согласно словам первого Патриарха чань Бодхидхармы, сводятся к следующему:
- не опираться на какие-либо писания,
- использовать передачу вне слов,
- совершать прямой контакт с духовной сущностью человека,
- и, созерцая свою изначальную природу, достигнуть совершенства Будды.

В то же время распространённое на Западе мнение, что чань или дзэн — это практика спонтанных жестов и выкриков, отражающих пробуждённое состояние адепта, не отражает реальную ситуацию: чань это тщательная дисциплина, это не отрицание текстов — в рамках школ чань и дзэн создано самое большое количество текстов среди всех буддийских школ как тхеравады, так и махаяны. Большинство этих текстов содержит описание ситуаций, не всегда имеющих ясное логическое «решение» (яп. коаны, кит. — гунъани), над пониманием смысла которых адепт (монах или мирянин) может провести месяцы и даже годы. И лишь когда наставник признает «решение коана» релевантным, можно говорить о постижении чань.
Исследования историков показывают, что точное время, когда были сформированы эти принципы, нельзя установить, однако принято считать, что их фундаментом стало учение Бодхидхармы.

## История чань-буддизма

### Ранний буддизм в Китае
Буддизм пришёл в Китай в I веке н. э., а к IV веку он достиг значительной степени развития. Одними из главных представителей раннекитайского буддизма считались Кумараджива и Буддхабхадра. В трудах ученика Кумарадживы, Сэн-чжао (383—414), впервые была оформлена мысль о глубокой взаимосвязи буддизма и Дао, что впоследствии оказало очень большое влияние на учителей чань. Другой известный ученик Кумарадживы, Дао-шэнь, разработал учение о внезапном просветлении (см. также Subitism). Дзэн-буддолог Уи выразил следующее мнение об учении Дао-шэня: «Его учение в значительной степени напоминает дзэн, а его влияние [на становление дзэн] огромно».

### Чаньские патриархи раннего периода

#### Гунабхадра
Ряд хроник считают первым патриархом чань в Китае не Бодхидхарму, что является традиционной версией, а Гунабхадру (394—468), отводя Бодхидхарме место второго патриарха. Гунабхадра впервые перевёл Ланкаватара-сутру на китайский и получил известность как учитель Ланкаватары. Профессор А. А. Маслов указывал, что, вероятно, первой значительной чаньской школой стала школа Гунабхадры.
Согласно двум жизнеописаниям, Гунабхадра родился в центральной Индии и являлся представителем Махаяны. В 436 году Гунабхадра приплыл в южный Китай. В пути, согласно жизнеописанию, Гунабхадра совершал чудеса, которые помогли выжить пассажирам. В Китае Гунабхадра находился под императорской опекой, что сильно помогало Гунабхадре в популяризации его «учения о созерцании и „очищении сердца“». Учениками Гунабхадры стали как и просто монахи, так и ряд глав уездов, военачальников и аристократов. По просьбе императора Гунабхадра занялся переводом многих буддийских текстов на китайский язык, известным его переводом стала Ланкаватара-сутра. В то время рядом с Гунабхадрой всегда находилось более 700 учеников, которые и записывали устные переводы Гунабхадры.
Согласно легенде, Гунабхадра сильно волновался из-за того, что он не может хорошо говорить по-китайски. Но однажды во сне перед ним предстал человек в белом, который «велел ни о чём не беспокоиться и отсек Гунабхадре голову, а затем тотчас приделал новую». После сна, согласно легенде, Гунабхадра начал хорошо говорить по-китайски. Жизнеописание также рассказывает о том, что Гунабхадра несколько раз спас китайского императора, предвидя заговоры против него, спас людей от засухи и дальнейшего голода с помощью молитв и спас монахов от злых духов, являвшихся к ним во снах.
А. А. Маслов указывал, что Гунабхадра не встречался с Бодхидхармой, но «ряд авторов», согласно намёкам в тексте «Записей поколений учителей и учеников Ланкаватары», предполагают, что Гунабхадра мог быть учителем Бодхидхармы в монастыре Гуансяосы. Вероятность этого события очень невысока, так как год смерти Гунабхадры — 468 год, а год прихода Бодхидхармы в Китай — 510 год или позже.

#### Бодхидхарма
Первым патриархом чань в Китае, согласно традиционной версии, был пришедший в 520 году н. э. из Индии («с Запада») Бодхидхарма. До прибытия в Китай Бодхидхарма сорок лет обучался у своего учителя Праджнятары (возможно Праджнятара была женщиной, на это указывает исследование буддийского мастера Котелла Бенсона). Пробыв некоторое время в Южном Китае, он отправился на север, где более сорока лет давал наставления о своём учении. В раннем Китае были распространены схоластические дискуссии, поэтому учение Бодхидхармы часто подвергалось нападкам клеветнического характера со стороны тогдашних учёных. Тем не менее, Бодхидхарму уважали многие люди того времени, и он смог собрать возле себя большое количество учеников.
Суть учения Бодхидхармы выражалась в «безмолвном просветлении в созерцании» и в «очищении сердца через два проникновения и четыре действия». Под двумя проникновениями имелись в виду два пути, которые последователь мог применять параллельно: внутреннее «проникновение через принцип» (жу ли), являющееся «созерцанием своей истинной природы», и внешнее «проникновение через дела» (жу ши), кратко выражаемое в сохранении спокойствия ума при любых действиях и в отсутствии стремлений.

Где бы вы ни находились, сохраняйте умственный покой и ни к чему не стремитесь. Подобно каменному утёсу, даже в самую страшную бурю оставайтесь непреклонны. Отбросив все эгоистические мысли и чувства, спасайте всех, помогая перебраться на другой берег. Нет рождения, нет признаков, нет привязанности, нет отречения: в уме бодхисаттвы нет движения внутрь и наружу. Когда этот ум, не знающий движения наружу или внутрь, вступает туда, куда никогда нельзя войти, то это и есть вступление.— Бодхидхарма
Более полно «проникновение через дела» выражается в четырёх действиях:
1. Не испытывать ненависти и отказаться от плохих поступков. Последователю необходимо осознать, что после таких поступков приходит воздаяние (бао), осознать источник зла и отказаться от беспокойства из-за жизненных неприятностей.
2. Следовать карме или обстоятельствам. Обстоятельства, в которых находится человек, созданы его прошлыми действиями и мыслями, но в будущем они исчезнут. Поэтому Д. Т. Судзуки выражает позицию дзэн следующим образом: «Потерять или приобрести, — пусть это будет для нас всё равно: давайте принимать всё, что приносит нам карма».
3. Не иметь стремлений или привязанностей к предметам и явлениям, так как, согласно учению, именно они являются причиной страданий. «Все вещи пусты и нет ничего привлекательного, к чему стоило бы стремиться».
4. Быть в гармонии с Дхармой, Дао. Согласно сутрам, «в дхарме нет живых существ, так как она свободна от оков бытия: в дхарме нет „я“, так как она свободна от ограничений личности. Если мудрый понимает эту истину и верит в неё, его поведение будет „в гармонии с дхармой“». Также гармония с Дхармой означает избавление от плохих мыслей при помощи шести парамит и делание добрых поступков без их обдумывания.

Девять лет Бодхидхарма провёл в монастыре Шаолинь-сы на горе Суншань, обучая второго патриарха: «Внешне не будь ни к кому, ни к чему привязан, а внутренне не имей страстного желания в сердце. Когда твой ум станет подобием отвесной стены, ты сможешь вступить на путь». Отличительной особенностью учения Бодхидхармы стал его метод созерцания стены. Профессор философии Дайсэцу Судзуки высказывал следующее мнение о данном методе: «(…) именно учение „би-гуань“ (созерцание стены) явилось тем, что сделало Бодхидхарму первым патриархом дзэн-буддизма в Китае».
В работе «Предисловие к записям о передаче драгоценности Дхармы» (713 г.) приводится список пяти патриархов от Бодходхармы до Хунжэня, также в списке есть ученик Хунжэня Фажу и Шэньсюй. Все они называются учителями Ланкаватары, а про их практику говорится следующее: «Они созерцали стену и следовали четырём деяниям» (Би гуань цзи сы син).
Когда чаньская школа стала называть себя «учением Высшей колесницы» (шанчэн цзяо), то идеалом последователей стал именно Бодхидхарма, а не Будда Шакьямуни, уровень Бодхидхармы стал определяться как «уровень Высшей колесницы».

#### Хуэйкэ

Хуэйкэ и Бодхидхарма.

Хуэйкэ (487—593) стал вторым патриархом чань-буддизма. До встречи с Бодхидхармой Хуэйкэ исследовал даосизм и буддийскую философию. Но Хуэйкэ не был удовлетворён своими обширными знаниями и пришёл к Бодхидхарме за наставлением, которое было получено. После того как Хуэйке покинул учителя, он некоторое время прятался среди бедняков, возможно не желая открываться людям в качестве великого учителя. В то же время Хуэйке не отказывался от речи дхармы в благоприятных обстоятельствах.
Сердечность и теплота Хуэйкэ, по словам Досэна, покоряли слушавших его проповеди людей, и из-за этого он подвергался преследованиям со стороны священнослужителей. Так в 593 году Хуэйкэ держал речь о дхарме у ворот храма, в котором в этот же момент проповедовал местный учёный проповедник. Собравшиеся в храме покинули священнослужителя и собрались возле Хуэйкэ, который был одет в лохмотья и не имел каких-либо внешних особенностей, указывавших на его духовный сан. Данное явление рассердило местного священника, и он указал местным властям на то, что Хуэйкэ учит ложному учению. Вскоре после этого Хуэйкэ был казнён в возрасте ста шести лет.

#### Сэнцань
Преемником Хуэйкэ стал Сэнцань (ум. в 606 г.), третий патриарх. Однажды он пришёл к учителю со следующей просьбой:

— Я страдаю фэн-ян, умоляю, очисти меня от грехов.

— Принеси мне свои грехи сюда, — сказал Хуэйкэ, — и я очищу тебя от них.

— Когда я ищу их, они исчезают.

— В таком случае, я тебя уже совсем очистил. Отныне ищи убежища в Будде, дхарме и сангхе и пребывай в них.
Так Сэнцань принял решение посвятить жизнь учению чань. Следующие шесть лет он обучался у Хуэйкэ, пока не принял от второго патриарха печать Дхармы. Сэнцань был крайне отстранён от мира и вёл скитальческий образ жизни с чашкой для подаяний. Он был наделён такими качествами как умеренность, великодушие,дружелюбие и благородство. Сэнцань прятался с учителем в горах в период гонений на буддизм, а позднее расстался с Хуэйкэ. По некоторым сведениям Сэнцань умер в 606 году. Свои мысли Сэнцань изложил в стихотворной книге «Синдзинма», что означает «Девиз верного ума» или «Слова доверия сердцу».

#### Даосинь

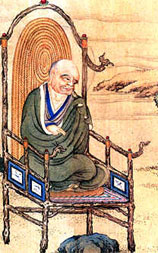
Портрет Даосиня.

Четвёртым патриархом был Даосинь (580—651). Он стал учеником Сэнцаня в 592 году. На путь окончательного освобождения его подтолкнул следующий диалог с учителем:

— Пожалуйста, укажи мне путь освобождения.

— Кто же и когда тебя поработил?

— Никто.

— Если это так, — сказал учитель, — то зачем же тебе тогда искать освобождение?
Даосинь многие годы практиковал под руководством Сэнцаня. Когда Сэнцань счёл нужным, он передал ему рясу Бодхидхармы, символизирующую дух и истину учения. После этого Даосинь переселился на гору Шуаньфэн, где более 30 лет работал и проповедовал более чем пятистам ученикам. Даосинь обладал сильным характером и предпочитал аскетизм. Рост числа учеников способствовало тому, что монахи начали сами выращивать еду, работая в огородах. Сущность учения Даосиня обозначалась четырьмя иероглифами: «работать, проживать, сидеть, отдыхать». Даосинь также очень много времени посвящал практике медитации и наставлял учеников серьёзному к ней отношению:

Закройте дверь и сидите! Не декламируйте сутр и ни с кем не разговаривайте! Если вы будете настойчиво совершенствоваться в этом в течение долгого времени, то плод будет сладок, как мякоть ореха, которую обезьяна достает из скорлупы. Но редко кому удается достичь такого состояния.
При патриаршестве Даосиня чань разделился на две ветви: школу «годзудзэн» (Ню-тоу-чань) наставника Хою и школу Хунчжэня. Только вторая прошла испытание временем, и поэтому Хунчжэня наделяют званием пятого патриарха чань.

#### Хунчжэнь
Хунчжэнь (Гунин) (601—674) пришёл в школу четвёртого патриарха в шесть лет. Там он упорно трудился днём и медитировал по ночам до восхода солнца. Вскоре после того, как Хунчжэнь возглавил школу, он переселился на гору Пинжун. Также Хунчжэнь два раза получал приглашение от императора, но оба раза отказался от посещения, во втором случае сказав гонцу, что не посетит императора даже под угрозой казни. Количество учеников Хунчжэня увеличивалось быстрыми темпами, и скоро его сангха получила известность под названием «Врата Дхармы Восточной горы».

#### Хуэйнэн

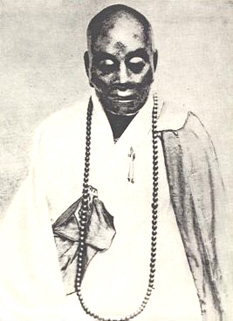
Мумия Хуэйнэна

Шестым патриархом был Хуэйнэн (638—713), знаменитый своей «Сутрой помоста шестого патриарха». Неграмотным юношей он пришёл к Хунчжэню и стал в его школе рубить дрова и перемалывать рис. Когда Хунчжэнь выбирал себе преемника, Хуэйнэн увидел на стене гатху (короткое стихотворение) Шэнь-сю, кандидата на роль патриарха, которого поддерживала вся община. Так как Хуэйнэн не умел читать, то он попросил прочесть ему написанную гатху, после чего высказал свою гатху, которую тоже записали на стене. Община была восхищена, но Хунчжэнь зачеркнул гатху Хуэйнэна, сказав, что тот ещё не получил просветления. Однако Хунчжэнь, не разглашая свой поступок общине, передал в своей келье Хуэйнэну печать Дхармы и отправил его на юг Китая, чтобы не разжигать в остальных чувство зависти.
Тем самым чань раскололся на северную школу Шэнь-сю и южную школу Хуэйнэна. После того, как Шэнь-сю умер, северная школа, делавшая упор на изучение сутр, пришла в упадок, в то время как школа Хуэйнэна активно распространяла собственные тексты. Южная школа также подчёркивала внезапность просветления, во многом отличаясь от постепенной концепции северной школы. Шестой патриарх со своими учениками закончили формирование главных особенностей китайского чань.

### Дзэнские наставники эпохи Тан
Период между 713-м (год смерти Хуэйнэна) и 845-м (начало гонений на буддизм) годами обозначают как золотой век китайского чань. Важной фигурой этого периода считается Ма-цзу (707—786). Он находился у истоков формирования школы Линьцзи (яп. Риндзай) и первым использовал крик «хат» (喝) (яп. кацу) в качестве метода чань. Также он использовал грубые методы и парадоксы для того, чтобы ученик достиг просветления.
Преемником Ма-цзу стали его ученики Хуайхай (749—814) и Нань-цюань (748—834). Более тридцати лет под руководством Нань-цюаня ученики пытались достичь просветления. Также Нань-цюань известен историей с котом. Однажды он увидел спор учеников по поводу того, кому принадлежит кот, и пригрозил убить его, если никто не скажет верного слова. Никто не сказал верного слова, и Нань-цюань разрубил кота лопатой напополам. Его ученик, Чжао-чжоу, вернувшись в монастырь в ответ на вопрос учителя «Что бы ты сделал?» положил на голову свои сандали, что было признано Нань-цюанем в качестве хорошего ответа. Чжао-чжоу является автором множества парадоксальных изречений, не поддающихся обычной логике. Так на вопрос одного монаха о том, что происходит с бессмертной душой после смерти, Чжао-чжоу ответил: «Этим утром вновь дует ветер».
Ещё одним известным преемником Ма-цзу стал У-чжу (?—766), получивший известность из-за своей позиции «отказа от исполнения всех церемоний и ритуалов буддийской религии». У-чжу основал свою школу в Баотане, расположенном недалеко от Чэнду, в которой были запрещены любые поклонения, молитвы и декламирования сутр.
Также известным чаньским наставником, прославившимся своими ударами посохом, был Дэ-шань Сюань-цзянь (780/782—865). Дэ-шань прибыл с севера Китая чтобы посмотреть на дзэн. Он знал буддийские сутры и сомневался в необходимости их отрицания школой дзэн, а также в правильности обретения природы Будды только за счёт созерцания своей природы. Согласно хронике, он встретил старую женщину, которая задала вопрос по Алмазной сутре, на который он не смог ответить. Дэ-шань по совету женщины посетил наставника Лунь-тяня. После разговора Лунь-тянь в нужный момент потушил свечу, и Дэ-шань обрёл просветление. В скором времени Дэ-шань сжёг все буддийские писания, которые носил с собой.

### Пять Домов

Генеалогическое древо чаньских патриархов.

В период с 907 по 960 год в Китае сформировались различные школы чань, получившие известность как «Пять Домов». Профессор А. А. Маслов отмечал, что с VI по X века в Китае появились десятки, а позже сотни чаньских школ, не имевших между собой никакой связи, но обучавших практике дхьяны. Но классическими в соответствии с традиционной китайской пятеричной системой стали только пять. В целом школы не имели больших отличий друг от друга, придерживаясь единого направления. Два главных «дома» чань Цаодун (яп. Сото) и Линьцзи (яп. Риндзай) стали основоположниками современного дзэн.

#### Гуйян
Название школы берёт своё начало от горы Гуй в провинции Хунань и горы Ян в провинции Цзянси, где находились храмы основателей школы. Наставником школы Гуйян был Гуй-шань (771—853) (по другим данным его звали Вэйшань Линью и школа называлась Вэйянцзун). Наиболее заметными учениками Гуй-шаня были Сянь-янь и Ян-шань. Ян-шань в детстве хотел посвятить себя чаньскому учению, но родители отказались отпустить его в монастырь. Тогда для показания твёрдости намерений Ян-шань отрезал два своих пальца, и родителям пришлось согласиться с желанием сына, впоследствии получившего печать Дхармы от Гуй-шаня.
Одной из отличительных особенностей школы была традиция «круговых фигур», которую сформировал Хуай-чжан. Утверждается, что Ян-шань постиг состояние просветления именно при помощи этих фигур. Всего в чаньских источниках упоминаются 97 таких фигур, которые использовали и другие школы. Школа Гуйян существовала относительно небольшой промежуток времени.

#### Юньмэнь
Основателем «дома» Юньмэнь (школы «Облачных врат») стал наставник Юньмэнь Вэньянь (885—958), достигший просветления с помощью чаньского учителя Му-чжоу, которому для этого пришлось сломать Юнь-мэню ногу. Юнь-мень также использовал грубые методы в виде ударов посохом и громких криков. Отличительной особенностью мастера стало то, что он часто отвечал односложно. Так на вопрос «какова природа ока Дхармы?» Юнь-мень ответил «всеобъемлющая». Также наставник высказывался о сущности чань следующими фразами: «так-то вот» и «слово неизречённое».
Юнь-мэнь давал достаточно парадоксальные и резкие ответы и считал, что хорошим днём для постижения просветления может быть любой день. Юнь-мэнь умер в 949 году, а продолжателем его учения стал Дэ-шань. Дэ-шань описывал просветление как свободу от всяких привязанностей к чему-либо. Школа Юньмэнь, получившая свои истоки из школы Фаянь, просуществовала некоторое время, а потом исчезла.
Наставник Суй Юнь, собирая вокруг себя учеников в храме Юньмэня, вновь возродил школу в 1943 году.

#### Фаянь
Школа Фаянь была наименее значимой из всех пяти школ. Основатель школы Фа-янь Вэньи (885—958) хорошо знал китайские и буддийские тексты, в частности Аватамсака-сутру. В своих наставлениях он не использовал грубых методов и обучал лишь при помощи своих парадоксальных фраз. Его учение кроме ориентации на внезапное просветление большое значение придавало сутрам Махаяны, тем самым в некоторой степени возвращаясь к традиционным ценностям буддизма.

#### Цаодун
Школа Цаодун взяла своё имя от начальной части имён её основателей: Дун-шаня (807—869) и Цао-шаня (840—901). Дун-шань, покинув свой дом в возрасте десяти лет, получил первые указания к практике от Ма-цзу, а позднее стал монахом. Он в разное время был учеником Нань-цюяня, Гуй-шаня и Юнь-яня (772—841). Юнь-янь обучил Дун-шаня слушать «наставления неодушевленных предметов». После множества лет скитаний по Китаю Дун-шань останавливается на горе Дун, где начинает обучать учеников.
Дунь-шань сформировал основы учения о пяти рангах, в которое в качестве основы была взята доктрина Праджняпарамиты и китайская Книга Перемен И-цзин. Основным стержнем данной теории является постулат о единстве Абсолюта и относительно-феноменального. Учение рассматривается по следующим рангам, начиная от низшего к высшему (в скобках указана параллель, которую для большего понимания провёл Цао-шань):
1. Абсолют внутри относительного (господин смотрит на слугу);
2. Относительное внутри Абсолюта (слуга поворачивается к господину);
3. Единичность Абсолюта (господин пребывает в одиночестве);
4. Единичность относительного (слуга пребывает в одиночестве);
5. Единство Абсолюта и относительно-феноменального (господин и слуга едины).

Ученик Дунь-шаня, Цао-шань, практиковал медитацию и пытался постичь значение «Пяти рангов» в монастырях Хэюйшань и Цаошань тридцать пять лет. Также он обучал 19 учеников, но через четыре поколения данное ответвление школы Цаодун исчезло. Второй известный ученик Дунь-Шаня, Юн-цзюй, долгое время пытался получить опыт внезапного просветления с помощью медитации и дисциплины, не пытаясь использовать теорию «Пяти рангов». Юн-цзюй имел большой авторитет среди других учеников и оставил после себя множество духовных преемников.
Через шесть поколений после Дунь-шаня наставник чань Да-янь (943—1027) сделал школу процветающей. Его известными учениками были Тоу-цзу (1032—1083), Фу-цзун (умер в 1118 году) и Тан-сиа (умер в 1119 году). Учение данных наставников стало известно как «чань безмолвного озарения». Наставник Тянь-тун (1091—1157) чуть позднее также сильно повлиял на формирование данного направления развития школы, но тем самым вызвал критику со стороны других школ.

#### Линьцзи
Школа Линьцзи являлась наиболее значимой из всех пяти школ. Её основателем стал наставник Линь-цзи Исюань, к которому уважительно относились многие буддисты Китая. В начале своей духовной жизни Линь-цзи изучал сутры, а потом заинтересовался практикой чань.
В течение трёх лет Линь-цзи вместе с другими монахами был слушателем у Хуан-бо, но ни разу не просил его об индивидуальной аудиенции, поскольку не знал, какой бы задал вопрос, если бы наставник счёл его достойным такой аудиенции. И всё же, уступая настойчивым уговорам со стороны главного в группе монаха, он наконец обратился к Хуан-бо с просьбой о встрече один на один. Во время этой встречи Линь-цзи задал мастеру вопрос об истинном смысле буддизма. Не дослушав вопроса до конца, наставник ответил ударом палки. Такая ситуация повторялась трижды, после чего, полагая, что плохая карма делает безнадёжными все его попытки понять наставника, Линь-цзи решил покинуть его и отправиться в другое место. Одобряя решение ученика, Хуан-бо рекомендовал ему поучиться у Да-юя, горный приют которого располагался поблизости. Там Линь-цзи наконец испытал озарение.
По мнению некоторых исследователей Линь-цзи Исюань в период изучения чань обучался также у Дэ-шаня Сюань-цзяня, также как и Линь-цзи известного своей крайне иконоборческой позицией. Например, Сюань-цзянь характеризовал Трипитаку как «листы бумаги, годные лишь для того, чтобы ими подтереться».
Линь-цзи считал, что крики и удары палкой помогают лучше соприкасаться с реальностью и быстрее достичь пробуждения, поэтому часто пользовался этими методами. Несмотря на то, что Линь-цзи любил спорить и высказывал множество изречений, его главным направлением стало «внезапное просветление». Линь-цзи так характеризовал состояние пробуждения: «Возвышаясь над всеми внешними обстоятельствами, просветлённый не сгорает, хотя его путь пролегает в пламени, и не тонет, хотя идёт по воде».
Школа Линьцзи через семь поколений после основания разветвилась на два направления двух учеников Шин-шуана: направление Хуан-луна (1002—1069) и направление Ян-ци (992—1049). Хуан-лун был знаменит многочисленными парадоксальными изречениями, собранными в тексте «Три заставы», и оставил после себя множество учеников. Его ветвь также называется школой Хуанлун («Жёлтого дракона»). Ян-ци же описывают как очень доброго наставника, чья личность сильно повлияла на китайский чань. Его школа Янци получила своё название из-за опоры на речи Фанхуэя с гор Янци. Направление Ян-ци считается вершиной в китайском чань. Последователи этой линии Юань-у (1063—1135) и Да-хуай (1089—1163), являвшиеся учениками У-цзу (1025—1104), активно применяли метод коанов для достижения просветления.

#### Полемика Линьцзи и Цаодун
Наставник Да-хуай школы Линьцзи выразил мнение о ложном пути школы Цаодун, которая настаивала только на одной лишь сидячей медитации. Наставник Тянь-тун школы Цаодун в ответ на это написал текст о безмолвном озарении, где указал, что сидячая поза не может рассматриваться как бессловесное бездействие (таким образом позу рассматривал Да-хуай). Также Тянь-тун высказал презрительное мнение о методе коанов.
Взаимные упреки постоянно высказывались в письмах друг к другу, но спор не перешёл в форму вражды, так как между последователями наставников двух школ были хорошие отношения. В дальнейшем школа Линьцзи, практикующая метод коанов, и школа Цаодун, практикующая сидячую медитацию, оформились окончательно. Эти две школы, существующие в Китае до сих пор, получили дальнейшее развитие в Японии в виде школ Риндзай и Сото, конфликта между которыми уже не существует. Каждая школа признает методы другой школы и иногда применяет их у себя.

### Поздний период и современный чань

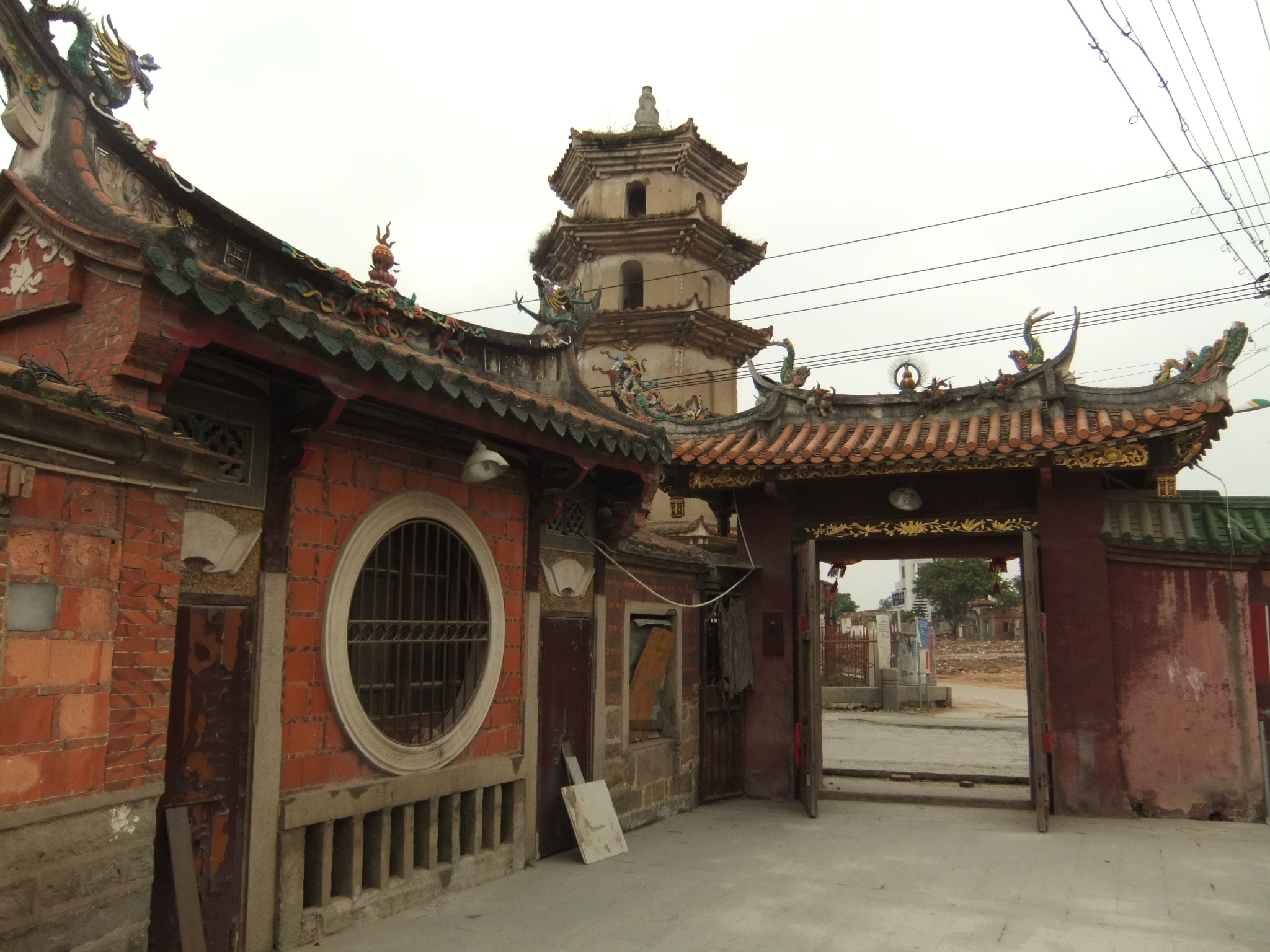
Чаньский храм «Шуйсинь». Посёлок Аньхай, уезд Цзиньцзян, Фуцзянь.

Позднее учение чань получило большую известность среди различных слоев общества, включая аристократию и представителей тайных обществ (в XVI—XIX веках тайные общества возглавляло достаточно большое количество монахов чань, которые также часто являлись неформальными главами китайских деревень). Центром чань-буддизма монастырской формы в настоящий момент является монастырь Шаолиньсы. Из всех школ не исчезли только три: школа Цаодун, центром которой является Шаолиньсы, школа Линьцзи и школа Хуанпи.
Одним из известнейших наставников современного чань был учитель Сюй Юнь (1840—1959). В своей автобиографии он рассказывает читателям о том, как видел упадок учения и разрушенные храмы. Свою жизнь кроме духовной практики он посвятил восстановлению разрушенных монастырей и добился в этом успеха.
Другим известным представителем современного чань и наставником школы Линьцзи является учитель Син-юнь, родившийся в 1926 году и ставший монахом в 1941 году. В 1949 году Син-юнь приехал на Тайвань, где занялся активной деятельностью по возрождению буддийской традиции. Он принимал участие в издании многочисленных буддийских книг и строительстве множества храмов. Синь-юнь стал автором десяти томов «Чаньских бесед» и других книг о буддизме. В 1993 году Син-юнь прибыл в Санкт-Петербург и основал там общество «Фо гуан» («Свет Будды»). Общество входит в состав международной ассоциации Фо Гуан Шань, которая занимается распространением информации о буддийской традиции и благотворительностью.
Также известными представителями современной традиции чань являются 51-й патриарх школы Цаодун Дунчу (1907—1977) и мастер чань Сюань Хуа (1918—1995), повлиявший на развитие американского буддизма.
В настоящее время направление чань является самым влиятельным направлением китайского буддизма, оказывающим влияние на другие буддийские школы в Китае. Большая часть китайский и тайваньских академий буддизма делает упор на течение чань. Так буддийская международная ассоциация Фагушань («Гора барабана Дхармы») со штаб-квартирой на Тайване, основанная известным чаньским мастером Шэнъянем и связанная с несколькими буддийскими институтами, стремится распространять китайский чань-буддизм на всемирном уровне.
По сведениям Шэнъяня на 1991 год, на тот момент в Китае, включая Тайвань, существовало «очень мало» храмов и монастырей, в которых монахами практиковались традиционные многодневные ретриты длительностью 49 или 120 дней. Шэнъянь указывал, что «во многих знаменитых монастырях современного Китая монахи только метут полы и продают билеты туристам».
Благодаря кинематографу, боевые искусства Китая распространились за пределами поднебесной, а вместе с ними распространилось и учение чань. В 1994 году шаолиньским монахом в 34-м поколении Ши Яньмином в США был основан шаолиньский храм. В этом храме широкому кругу людей преподаётся учение чань посредством боевых искусств или медитативных техник, таких как кунг-фу, тайцзицюань и цигун. Среди учеников такие известные личности, как Уэсли Снайпс и RZA.

## Чань и буддийские сутры
Первые китайские учителя пользовались ранними сутрами Махаяны, что отразилось в их учении.
Важным текстом в чань-буддизме являлся сборник сутр «Праджняпарамита» («Сутры Совершенной Мудрости»). Отличительные особенности Праджняпарамиты, такие как парадоксальность, негативизм, указание на мистический характер духовного опыта, которые показывает объекты в их таковости, оказали большое влияние на традицию дзэн. «Праджняпарамита-хридая-сутра», в особенности, и другие сутры «Праджняпарамиты» в настоящее время продолжают активно исследоваться в монастырях дзэн. С помощью пения сутр Праджняпарамиты и других сутр ученики культивируют в себе чувство сострадания.
Также важным текстом была Ланкаватара-сутра, которую Бодхидхарма передал Хуэйкэ с напутствием: «Насколько мне известно, в Китае нет других сутр; воспользуйся ею как руководством, и воистину ты спасешь весь мир», и Алмазная сутра, которую пятый патриарх Хунчжэнь порекомендовал Хуэйнэну.
Сутра помоста шестого патриарха — это первый текст, не связанный с Буддой или его личными учениками, названный сутрой. Сутра сыграла важную роль как для чаньских школ, так и для всего китайского буддизма. Сам Хуэйнэн указывал на огромное значение сутр, после него значительную роль сутрам отводил Мацзу.
Отказ ряда учителей от использования любых сутр произошёл позднее. Значение сутр и шастр в чаньских школах вначале сильно упало, а после появления «светского чань», связанного с художниками, поэтами и чиновниками, свелось до нуля. Также в чаньской школе в VIII—XIII веках практиковалось сожжение сутр.

## Чаньское искусство
Одним из наиболее первых достижений традиции чань в искусстве стала каллиграфия, чему поспособствовала сама форма китайских иероглифов. Чаньские монахи создавали наиболее совершенные иероглифы при помощи своего опыта медитации.

### Чаньская живопись

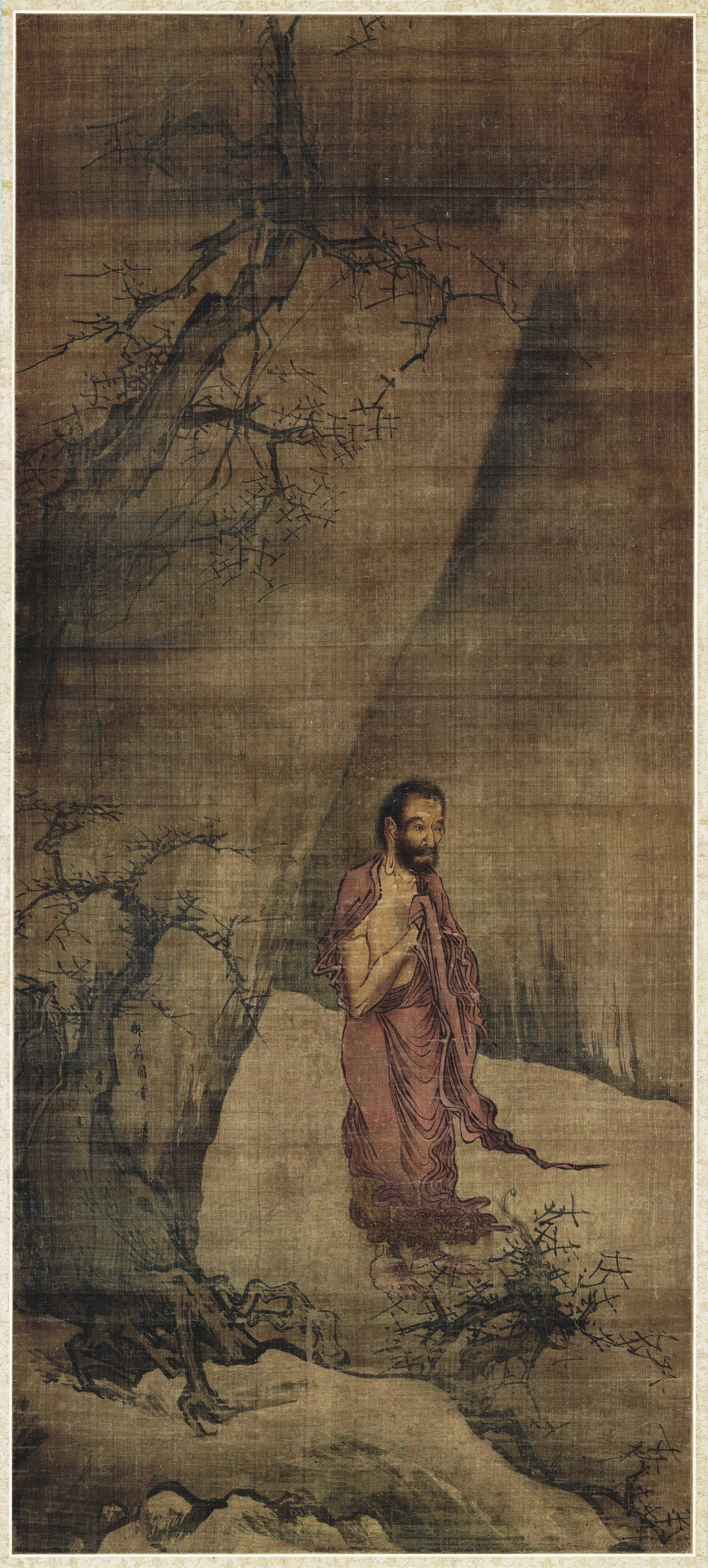
«Шакьямуни, спускающийся с гор» Лян Кая.

Следующим достижением стала монохромная живопись, являющаяся частью китайского стиля гохуа. Причём более поздний японский дзэн не смог превзойти китайский чань в этом искусстве. Монохромная и пейзажная живописи берут свои истоки именно от китайской традиции чань. Но после того, как чаньские мастера живописи начали часто контактировать с известнейшими китайскими художниками и посещать императора, они всё больше склонялись именно к монохромной живописи. Именно такая форма живописи могла указывать на пережитый художником внутренний опыт.
Монохромная живопись периода династии Сун писалась не только монахами чань, но прочие художники также рассматривали традицию чань как минимум в качестве источника своего вдохновения. Основными тремя темами монохромной чаньской живописи стали притчи вместе с ключевыми историческими событиями школы чань, объединяемые в понятие «дзэн в действии» (яп. дзэнкига), портреты и пейзажи. Наиболее известными чаньскими художниками были Ши Кэ, не согласившийся с предложенной ему высокой должностью в китайской Академии Живописи в пользу более простой жизни, Лян Кай, известный своими картинами «Шакьямуни, спускающийся с гор», «Шестой Патриарх срубает бамбук» и «Шестой Патриарх, разрывающий свиток», Чжи-вэн, известный картиной «Момент просветления» и картиной, на которой изображён Хуэйнэн ещё до жизни в монастыре, собирающий хворост, Индра (кит. Инь-то-ло), написавший картину «Дань-ся сжигает деревянное изображение Будды», Ли Яо-фу с картиной «Бодхидхарма на тростинке». Известными картинами, которые рисовало множество чаньских художников, стали картины с изображением двух бродяг Хань-шаня и Ши-дэ, а также картины с изображением монаха Пу-тая (Хотэя), знаменитого своим заразительным смехом. Также очень важными чаньскими картинами, «воплощающими в себе суть дзэн», стали Десять быков, наиболее известный вариант которых написал Го-ань Ши-юань.
Портретная живопись существовала и в прочих буддийских школах, но именно в чань данный вид живописи «достиг наивысшего расцвета». Наиболее часто среди портретов традиции встречаются изображения шести патриархов чань. Также изображались и другие наставники, обычно в виде связанной серии генеалогических портретов (яп. рэссо-дзо). Подтверждением того, что последователь, написавший портрет, достиг просветления, являлась инка (печать), которую ставил учитель на данный портрет. Известным чаньским художником-портретистом был Сюй-тан. Наиболее знаменитыми представителями чаньской пейзажной живописи, которая сформировалась при династии Тан и получила большую известность при династии Сун, стали Ма Юань (1190—1224) и Ся Гуй (ок. 1180—1230). Также очень значимым чаньским монахом-живописцем стал Му Ци (ок. 1210—1288), в картинах которого чаньская живопись по мнению некоторых критиков «достигла своего расцвета».
Итогом развития монохромной живописи стало то, что отдельные монастыри чань преобразовались в центры китайской культурной жизни, а чаньские монахи стали одними из лучших художников Китая.

### Чаньская поэзия
Также многие наставники китайского буддизма выражали истины чань через поэзию. Так в период становления традиции чаньский монах Ши Ван-мин, живший в IV веке, написал стихотворение «Успокоение сознания», а другой монах Хун Цзяофань (1071—1128), живший в более поздний период, написал два сборника своей поэзии: «Молитвенная надпись на каменных вратах» и «Ночные разговоры в холодном кабинете». Ещё один наставник Фу Ю (497—569) кроме известного стихотворения «Царь Сознания» написал следующее небольшое и знаменитое стихотворение о своём переживании:
Пустой рукой держу мотыгу.
Иду пешком на буйволе верхом.
Вот по мосту шагает кто-то —
Течёт сам мост, а не река.

## Критика чань

### Внутренняя критика
Известный чаньский мастер Гуйшань, живший в IX веке, в своём трактате «Наставления» раскритиковал следующие явления, присутствовавшие в дзэнских сангхах: недисциплинированность, беспорядок, буддийскую неучёность и значительную направленность на обеспечение себя едой, одеждой и жильём.
Другой известный чаньский мастер Фаянь (Хогэн), живший в X веке, отмечал, что за тридцатилетнее путешествие по множеству дзэнских общин он обнаружил в них «лишь несколько подлинных адептов». Фаянь выделил десять проблем последователей учения, приведших к разложению дзэн:
1. Недостижение учителем просветления перед попытками учить других.
2. Сектантство в виде привязанности к методам и результатам, «забывание основной реальности» и того, что учение не является «системой доктрины или ритуала».
3. Попытки учить других без понимания правильного времени и способа применения различных приёмов дзэн.
4. Отсутствие внимания ко времени и ситуации при поиске ответов на вопросы, подражание известным учителям (Фаянь отмечал, что «период подражания» всегда следует за «периодом истинного учения»), «неспособность увидеть источник предмета».
5. Непостижение пустоты, замена постижения интеллектуальным пониманием с одной стороны и «подчеркивание одной лишь пустоты», ведущее к упадку, с другой.
6. Поспешные суждения о дзэнских коанах и высказываниях без «глубокой медитации на эти истории».
7. Привязанность к пути своего учителя, к его методам и призывам. В дзэнской школе считается, что для достижения «подлинной непосредственности» ученик должен превзойти мастера.
8. Неспособность понять классические буддийские тексты, их неправильное применение, излишнее подчёркивание «своей учености в писаниях». Последователям с данными проблемами Фаянь рекомендует «сосредоточиваться на пути дзэн».
9. Написание стихов в качестве развлечения, без правильной выразительности и функциональности.
10. Постоянная настороженность, стремление к спорам, напускание на себя важного вида и стремление превзойти других как элемент подражания, отсутствие самокритичности.

В эпоху Сун (960—1279) особенно ярко проявилась проблема безусловного влияния правительства на монастыри дзэн и проблема прочной взаимосвязи «верхушки дзэн» с бюрократами. Один из чаньских учителей высказывался по этом поводу следующим образом: «Назначая настоятелей общественных монастырей, необходимо назначать тех, кто сохраняет Путь, тех, кто пребывает в мире и в скромности, <…> Что же касается коварных мошенников, лишенных чувства стыда, которые искусно льстят властям и угождают им, которые привязываются к могущественным семействам высшего класса, — зачем же назначать таких?».

### Внешняя критика
Первые исследователи из Европы по-разному оценивали учение и сильно различались в оценках, чередовавшихся от восхищения до сожаления. В 1922 году негативный отзыв о чань оставил известный исследователь Китая Леон Вейгер (1856—1933), сказав про чаньскую медитацию: «Единственный результат, к которому она может привести, если практиковать её серьёзно, — это идиотия».
Кандидат философских наук Д. Л. Родзинский высказывал мнение, что учение чань враждебно относилось к священным текстам в частности и к культуре в общем. Родзинский указывал, что последователи чань часто уничтожали памятники культуры и буддийские книги, реализовывая на практике принцип «Если на твоём пути встретится Будда — убей Будду». В то же время исследователи отмечают, что никакое направление (школа) буддизма не оставило после себя такое количество текстов, как чань. Кроме самых известных из них — «Алтарной сутры» Шестого партиарха чань Хуэйнэна, «Записей речений Линьцзы», текста Третьего патриарха чань Сэнцаня «Записи о вере в ум-сердце» и ряда других важнейших чаньских текстов, существуют многие сотни текстов, касающихся практики и философии чань, комментариев на гунъани (коаны) и комментарии на комментарии.